# Salamandra-de-fogo
A salamandra-de-fogo, salamandra-comum ou salamandra-de-pintas-amarelas (Salamandra salamandra) é uma espécie de anfíbio caudado pertencente à família Salamandridae. É também conhecida regionalmente por salamântega, saramântiga, saramela  ou saramaganta.
A sua pele é característica de cor negra com manchas amarelas. Medem entre 25 e 30 cm de comprimento. As larvas são aquáticas mas o adulto é terrestre. A salamandra-comum costuma aparecer depois de uma forte chuvada e eventualmente à noite.

## Descrição
Salamandra salamandra é uma salamandra grande e conspícua que cresce até 250 mm de comprimento corporal, às vezes quase 300 mm, e tem glândulas parotoides conspícuas. A pele dorsal e lateral é preta, com grandes manchas amarelas a laranjas e / ou faixas, variando entre as subespécies geograficamente específicas. As fêmeas são geralmente maiores do que os machos e possuem extremidades e cauda relativamente mais curtas. A cloaca do macho é muito mais inchada do que a da fêmea.
Os seus ovos medem cerca de 4,5 mm, são brancos e envoltos por uma cápsula transparente. Nas populações vivíparas, podem também encontrar-se larvas, com normalmente entre 19 e 35 mm antes da metamorfose. A cabeça das larvas é bastante larga, distinguindo-a de larvas de outros anfíbios. Apresenta uma crista dorsal que vai desde a metade do corpo, até à cauda, passando à parte ventral até ao início da cauda. As brânquias são visíveis, e muito ramificadas. Ao longo do desenvolvimento da larva e durante a metamorfose, as cristas vão desaparecendo e as brânquias vão sendo reabsorvidas. Vão-se formando as listas ou manchas amarelas características, e o animal torna-se cada vez mais escuro.

## Distribuição
As salamandras podem ser encontradas desde Portugal até regiões nórdicas a este como Polónia e a sul nas zonas balcânicas passando pela maior parte da zona central da Europa. Também estão presentes no continente africano, nomeadamente na costa mediterrânica. Regularmente abundam mais a altitudes moderadas como por exemplo entre os 400 e 1000 metros. Mas ainda assim podem ser encontradas por vezes em zonas de cota menos elevada. Por exemplo em Portugal habitam em grande número na Serra de Sintra que está a uma cota de 300 a 400 metros, no entanto podem ser encontradas em regiões mais baixas e/ou costeiras como é o caso de Peniche ou Fernão Ferro, no Seixal - Setúbal,Virtudes - Aveiras de Baixo. No entanto também são avistadas na zona da Amadora mais especificamente no Casal São Brás. Também podem ser avistadas no  Parque Florestal de Monsanto que se situa na Serra de Monsanto, no concelho de Lisboa.

### Habitat
Encontra-se habitualmente em terra, em ambientes húmidos e sombrios, predominantemente em floresta caducifólia, em condições adequadas de humidade e presença de charcos ou outras massas de água, onde libertam as larvas (populações ovovivíparas). As populações vivíparas não dependem de massas de água para a reprodução, permitindo a sua sobrevivência em ambientes mais isolados ou extremos.
Está presente desde as zonas costeiras até aos 2400 m, embora seja mais abundante em zonas de altitude intermédia, pelo menos em muitas regiões na Península Ibérica.

## Dieta
Enquanto larva, alimenta-se de pequenos invertebrados aquáticos, entre tricópteros, crustáceos e dípteros. Pode ocasionalmente também predar larvas de anfíbios, como Chioglossa lusitanica ou Rana iberica, ou mesmo da própria espécie (principalmente quando presentes em grandes densidades. Após a metamorfose, alimenta-se de várias espécies de invertebrados, e ocasionalmente de outros vertebrados, como larvas de Pleurodeles waltl.

## Subespécies
Várias subespécies da salamandra-de-fogo são reconhecidas. As subespécies S. s. fastuosa e S. s. bernadezi são vivíparas. As restantes são ovovivíparas.
Em Portugal existem duas ou mais subespécies: S. s. gallaica e S. s. crespoi (que ocorre apenas na região algarvia). Pondera-se a probabilidade da existência da subespécie S. s. bejarae
no centro norte do país.
Lista de subespécies e zonas onde poderão ser encontradas:
- Salamandra salamandra almanzoris (Espanha)
- Salamandra salamandra alfredschmidti (Espanha)
- Salamandra salamandra bejarae (Espanha)
- Salamandra salamandra hispanica (Espanha)
- Salamandra salamandra bernardezi (Espanha)
- Salamandra salamandra beschkovi  (Bulgária)
- Salamandra salamandra crespoi (Portugal)
- Salamandra salamandra fastuosa (ou bonalli) (Espanha)
- Salamandra salamandra gallaica (Portugal e Espanha)
- Salamandra salamandra gigliolii (Itália)
- Salamandra salamandra longirostris (Espanha)
- Salamandra salamandra morenica (Espanha)
- Salamandra salamandra salamandra (França, Alemanha, Áustria, Republica checa, Suíça, e zonas balcânicas)
- Salamandra salamandra werneri  (Grécia)
- Salamandra salamandra terrestris (França, Bélgica, Holanda e Alemanha)

## Toxicidade

Samandrina

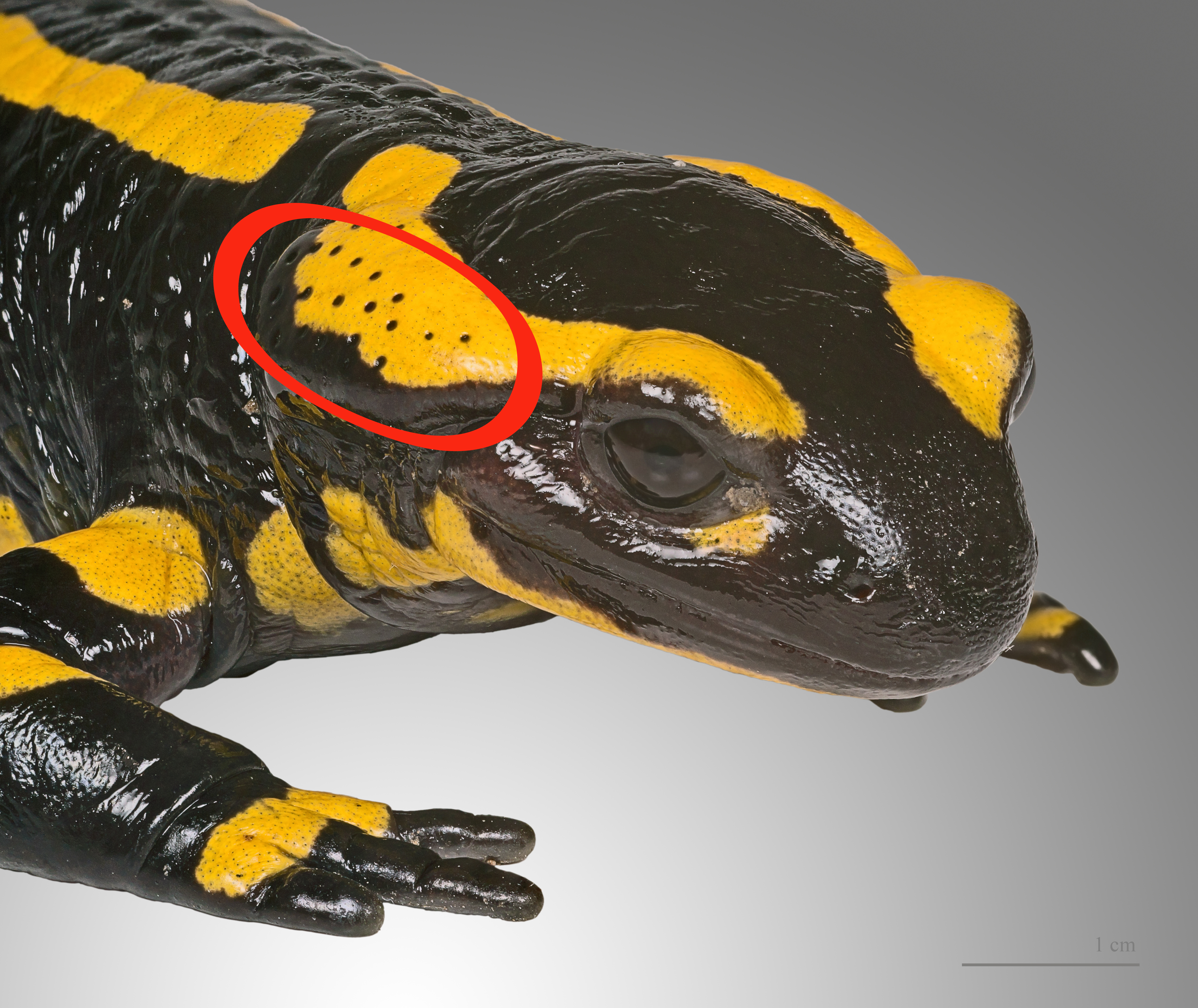
Glândulas parótidas

As salamandras são capazes de se defender ativamente de seus predadores. Elas adotam posturas antipredatórias e são capazes de libertar pela pele, uma substância tóxica denominada samandrina. Esta substância é um alcalóide que provoca convulsões musculares e uma elevada pressão sanguínea, combinada com hiperventilação. As glândulas de veneno estão concentradas na zona do pescoço e na superfície dorsal. As áreas mais coloridas do animal normalmente coincidem com a localização dessas glândulas.

## Mitologia

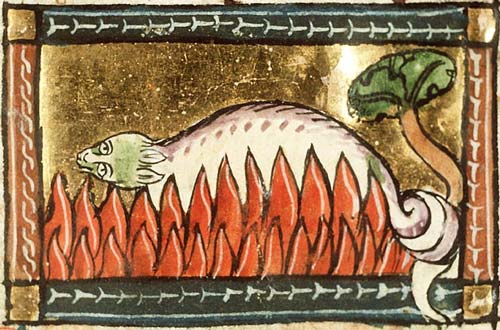
Ilustração de uma salamandra confortável no fogo.

Na mitologia grega as salamandras eram as representantes do elemento fogo, supostamente se originavam dele, eram capazes de viver nas chamas e ainda apagar o fogo. Os antigos egípcios representaram tais feitos nos seus hieróglifos e Aristóteles também relatou esses fatos.
Cláudio Galeno, no entanto, negava a existência desses poderes ao dizer que as salamandras eram capazes de resistir um pouco ao fogo, acabando por sucumbir a ele.
A observação da saída de salamandras vivas de fogueiras, uma vez que muitas vezes escolhem abrigar-se ou hibernar no meio da lenha e escapam quando sentem a temperatura aumentar, sua coloração com manchas amarelas ou vermelhas contribuiu para este mito. Além disso, material feito de asbesto resistente ao fogo era vendido com o nome de "lã de salamandra", ajudando a perpetuar o mito. O nome salamandra veio deste mito, uma vez que provém do grego para "réptil de fogo".

## Galeria

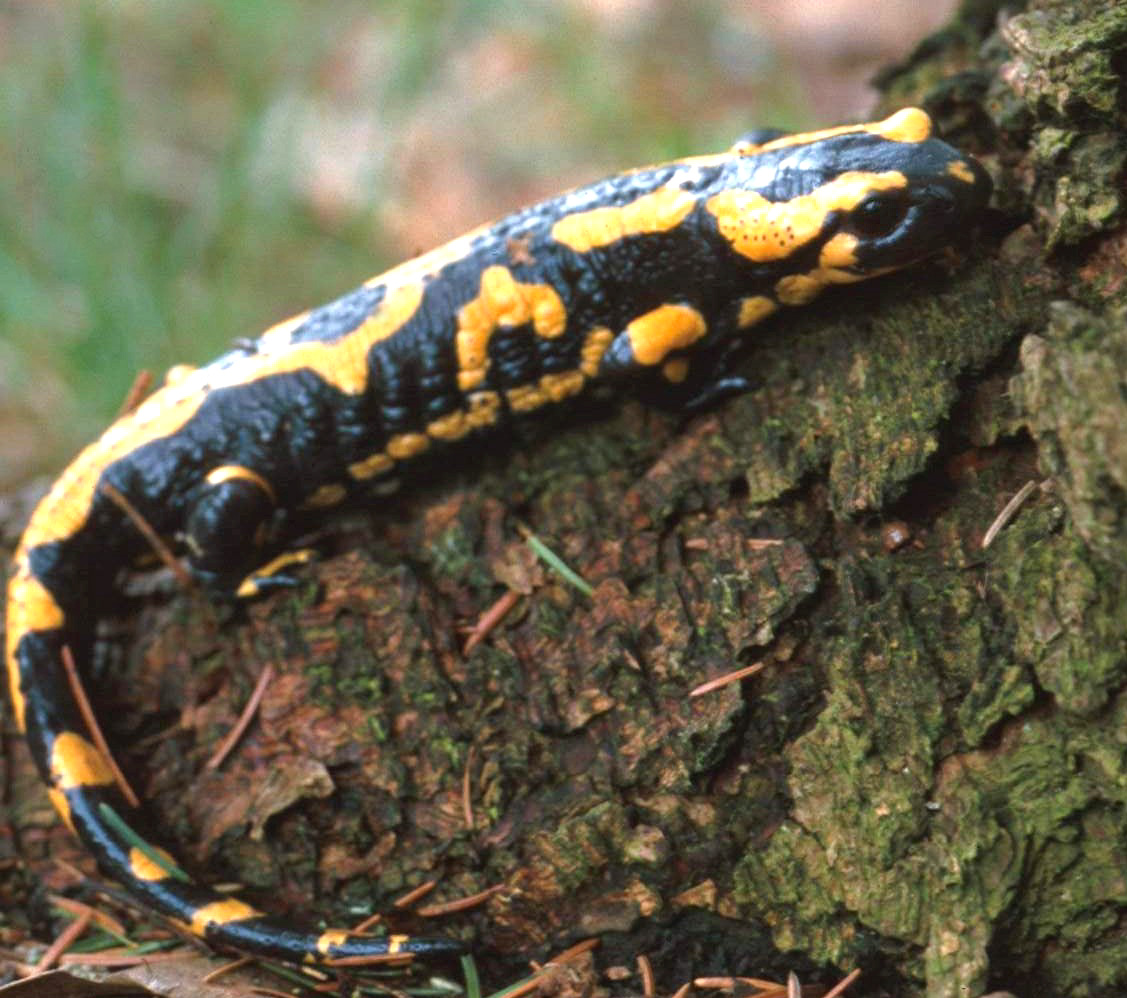
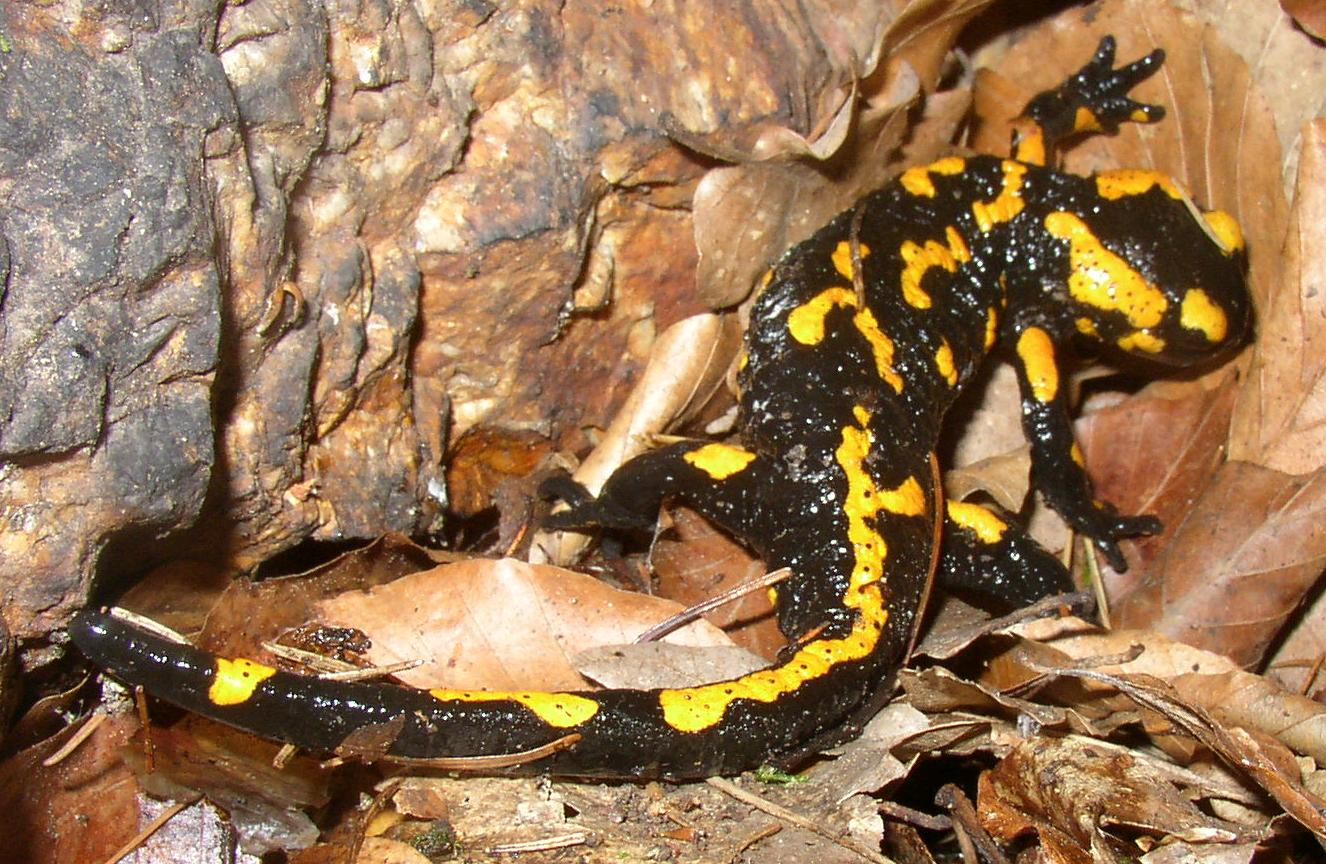
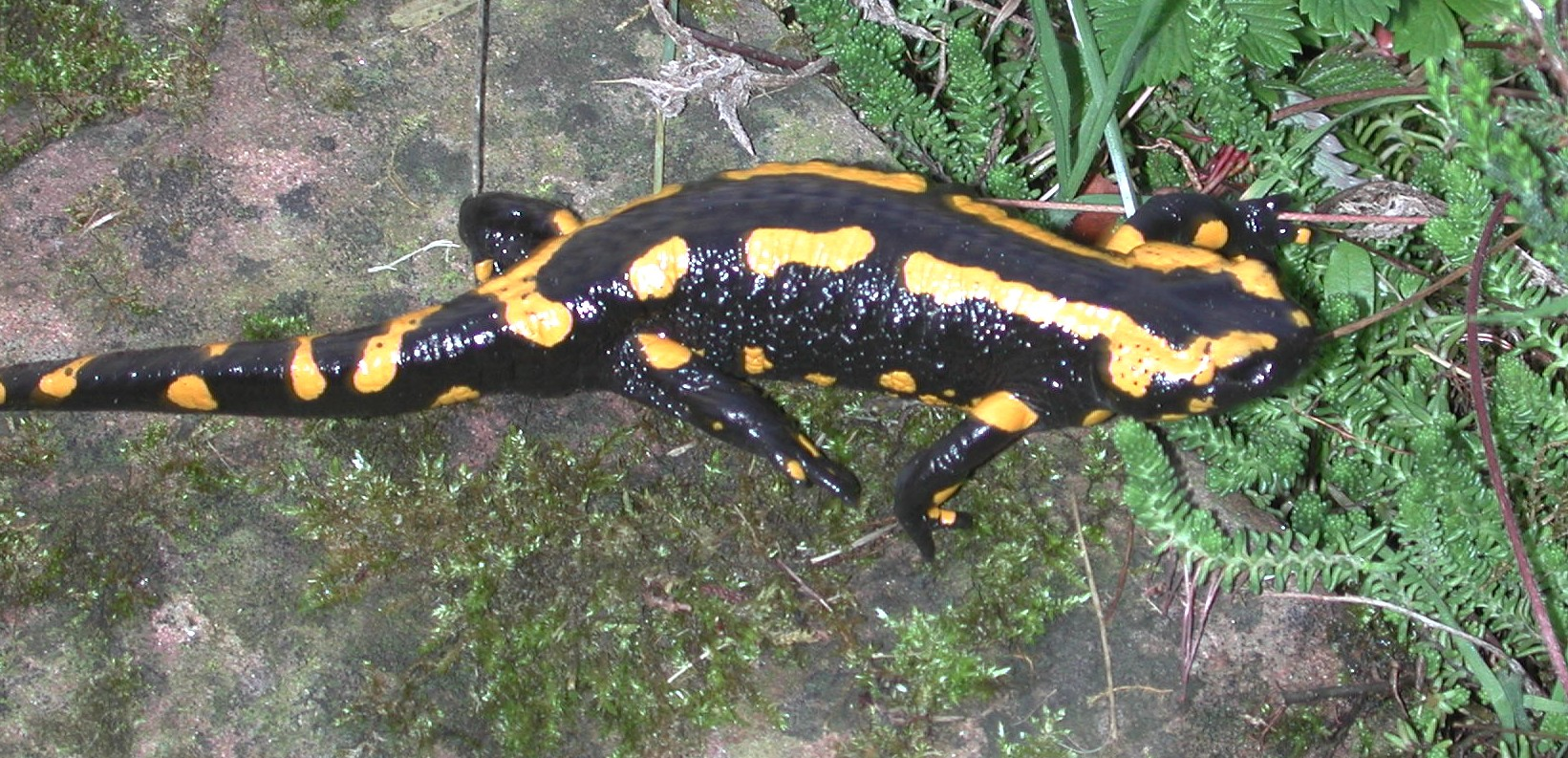
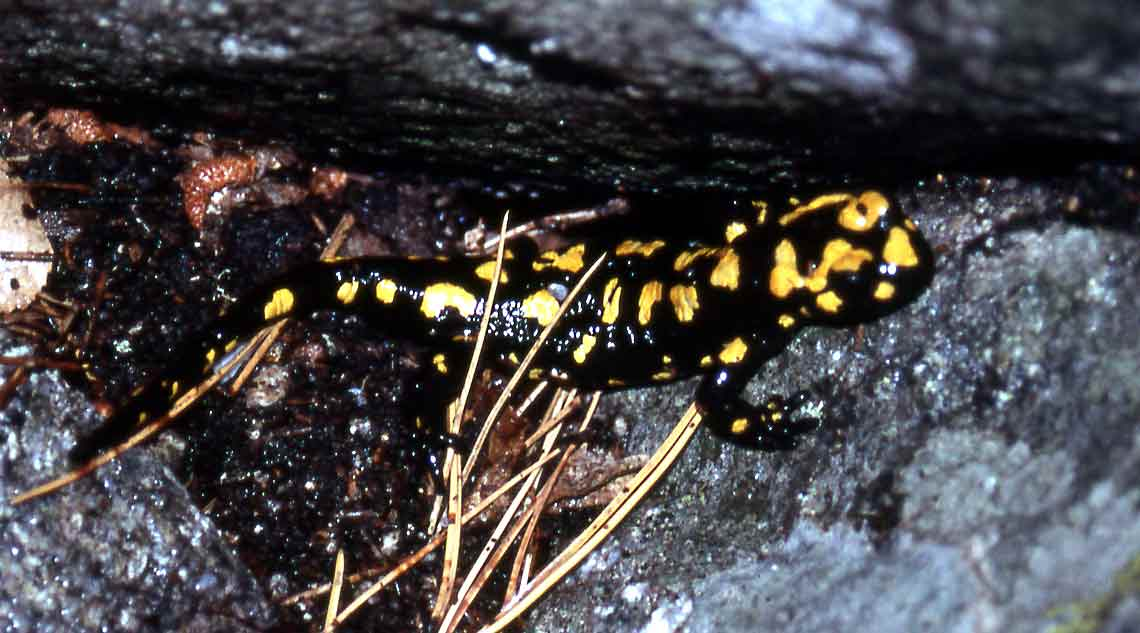